# Cussac (Haute-Vienne)
Cussac é uma comuna francesa na região administrativa da Nova Aquitânia, no departamento de Alto Vienne. Estende-se por uma área de 31,70 km². Em 2010 a comuna tinha 1 234 habitantes (densidade: 38,9 hab./km²).